# Монтегросо Пиан Лате
Монтегро̀со Пиан Ла̀те (на италиански: Montegrosso Pian Latte; на лигурски: Montegrosso Cian de Laite, Монтегросо Чан де Лайте) е село и община в Северна Италия, провинция Империя, регион Лигурия. Разположено е на 721 m надморска височина. Населението на общината е 120 души (към 2011 г.).